# Tahitiens
Pour les articles homonymes, voir Maohi.
Ne doit pas être confondu avec Tahitien.
Les Tahitiens, ou Maohis, mā‘ohi en tahitien (qui signifie en français « autochtone, du pays »), sont un peuple autochtone polynésien et austronésien de Tahiti et de treize autres îles de l'archipel de la Société en Polynésie française, ainsi que la population actuelle de ces terres d'ascendance mixte en français : « demis ». Les Tahitiens sont l'un des peuples indigènes polynésiens les plus importants de l'Océanie.

## Période pré-européenne et coutumes

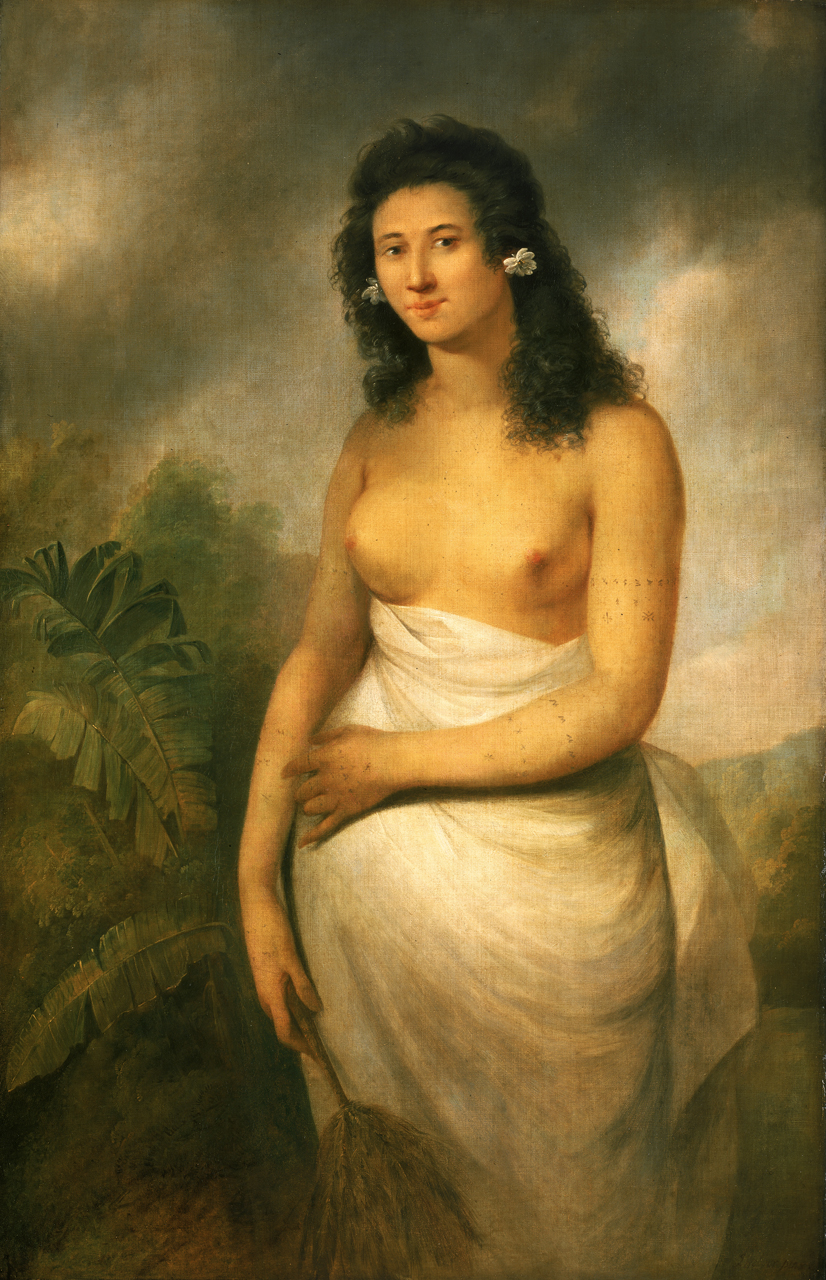
La princesse Poedua par John Webber, 1777
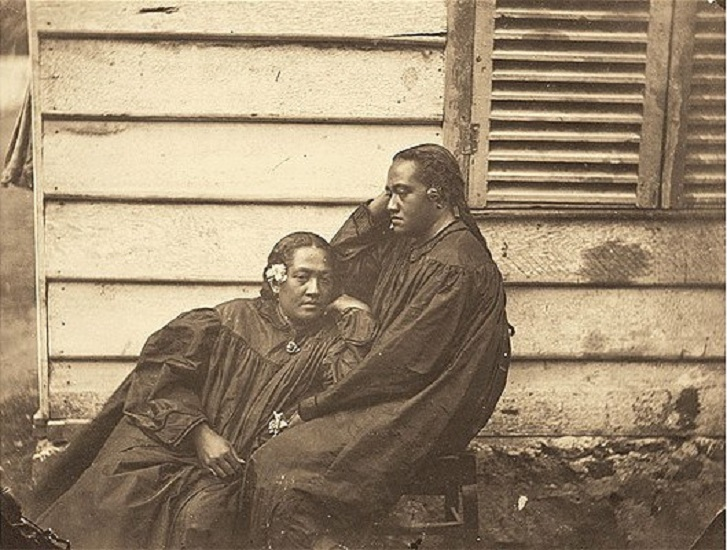
Paul-Émile Miot, Hymenée et Tané, Femmes tahitiennes, 1869-1870
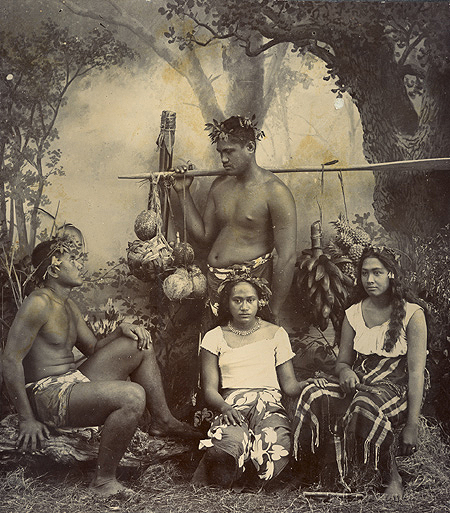
Tahitiens, vers 1870-1890
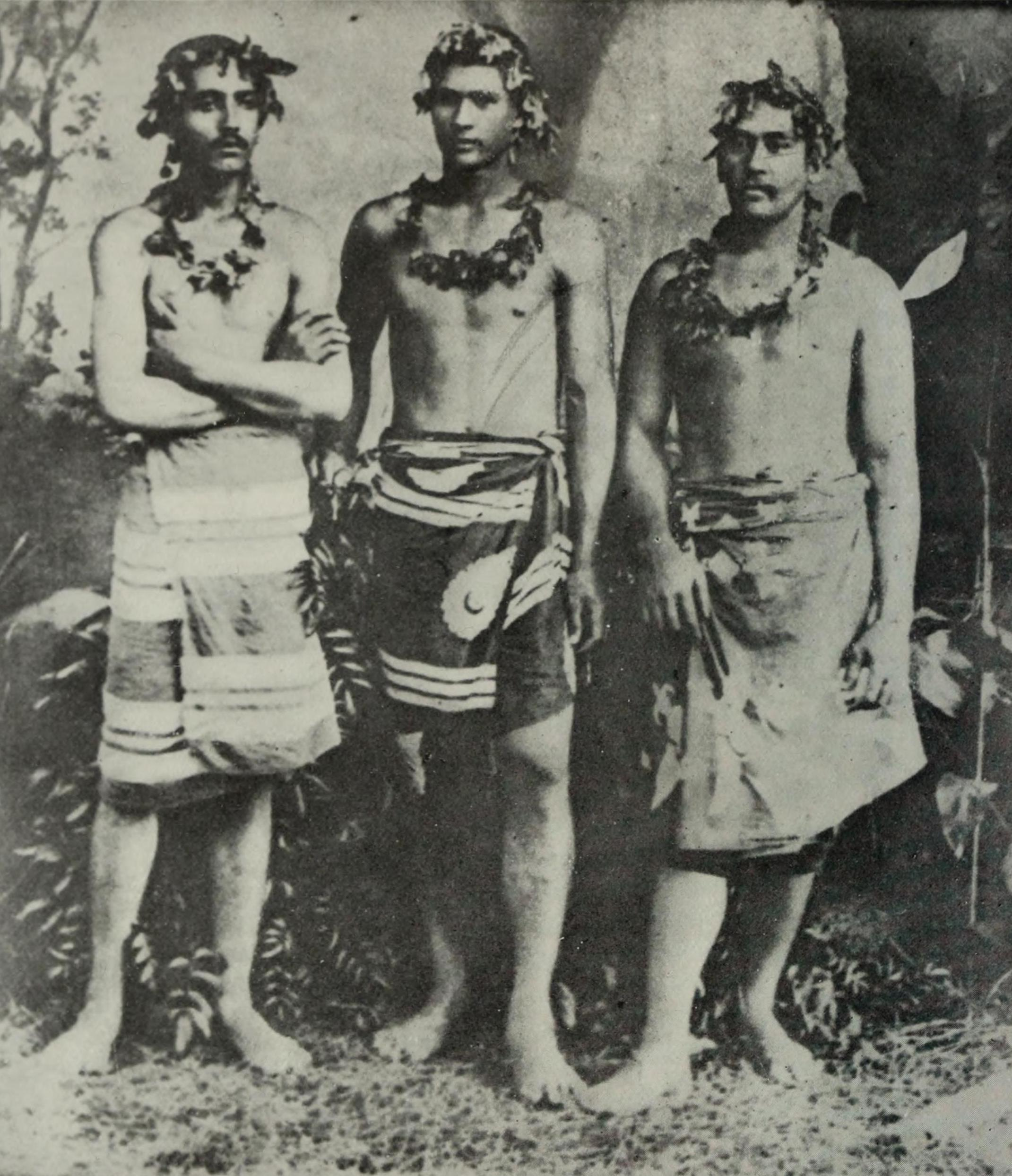
Frederick William Christian, groupe de Tahitiens en tenue de fête, 1910

La société tahitienne d'origine ne connaissait pas l'usage du métal et était fondée sur des technologies équivalentes à celles de l'âge de pierre. Malgré cela, les Tahitiens exploitaient la terre des sols volcaniques fertiles et construisaient des canoës, qui leur servaient à la fois à la pêche et aux voyages de longs cours. Leurs outils étaient faits de pierre, d'os, de coquillages ou de bois.
Les Tahitiens étaient divisés en trois castes : les ari i, les ra'atira et les manahune. Les Ari i étaient relativement peu nombreux alors que les manahune constituaient l'essentiel de la population et incluaient certains membres jouant un rôle essentiel dans la société. Il est estimé qu'au moment du premier contact avec les Européens, en 1767, la population de Tahiti était d'environ 110 000 individus, tandis que les autres îles de la Société abritaient probablement entre 15 000 et 20 000 indigènes.
Les Tahitiens divisaient leur journée en périodes de lumière (ao) et d'obscurité (pō). Il y avait aussi une notion de peur irrationnelle appelé mehameha, traduisant l'inquiétante étrangeté des sentiments. Les guérisseurs, familiers des remèdes à base de plantes, étaient appelés ta'ata rā au ou ta'ata rapa au. Au XIXe siècle, les Tahitiens ajoutèrent la médecine occidentale à leurs pratiques. Le plus célèbre guérisseur tahitien, Tiurai, de la caste des ari i, est mort à l'âge de 83 ans au cours de l'épidémie de grippe sur Tahiti en 1918.

## Colonisation

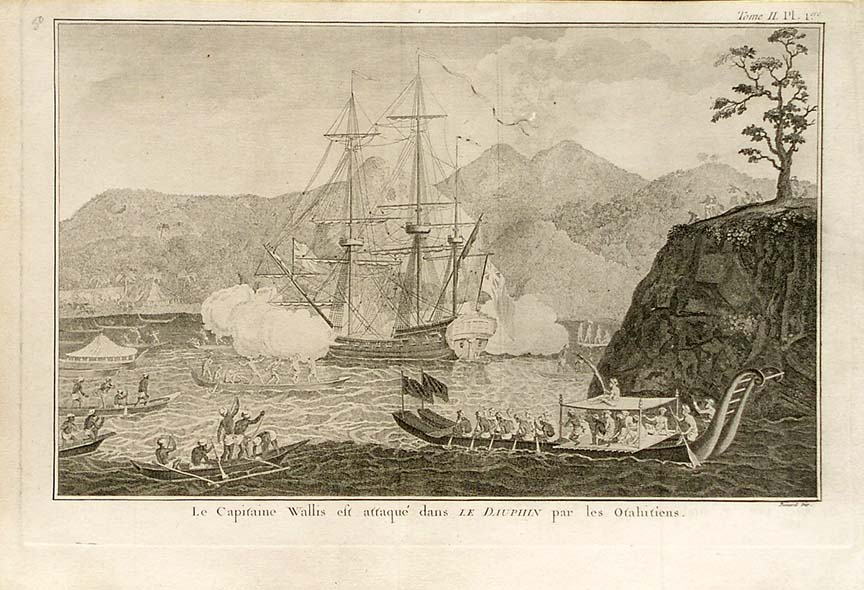
Le HMS Dolphin en 1751

Lorsque le capitaine britannique Samuel Wallis découvrit Tahiti le 18 juin 1767, les indigènes étaient avides d'échanges, en particulier des clous de fer qui leur étaient inconnus. Philibert Commerçon (1727-1773), dans son livre Le tahitien sauvage au français, écrit : « Ils ont les fruits à la place du pain. Leurs autres aliments sont tout aussi simples ». Commerçon décrit également la pratique du sexe publique, que les Tahitiens pratiquent tout en étant encouragés par les applaudissements et les instruments de musique. Dans les relations conjugales, les Tahitiens approchaient la situation où toutes les femmes étaient épouses des hommes et où chaque femme de chaque homme était aussi la femme de son ami. Louis Antoine de Bougainville décrit une scène où une jeune fille vient à bord, se place au milieu du pont et laisse tomber négligemment son vêtement. Charles Darwin a également écrit sur les Tahitiens pendant le voyage sur le Beagle : « Il y a une douceur dans l'expression de leur visage, qui bannit de suite l'idée d'un sauvage ; et une intelligence qui montre qu'ils ont une civilisation qui avance ».
Les navires européens ont cependant apportés des maladies pour lesquelles les Tahitiens n'avaient peu ou pas d'immunité, telles la dysenterie, la variole, la scarlatine, la fièvre typhoïde et la tuberculose. En conséquence, la population déclina à 15 300 individus en 1830, soit 94 700 de moins que trente ans auparavant, en 1767, lorsque le premier vaisseau européen, le HMS Dolphin, toucha sur l'île. En 1881, le recensement dénombra environ 5 960 Tahitiens natifs. La reprise a continué en dépit de quelques épidémies.

## Temps modernes

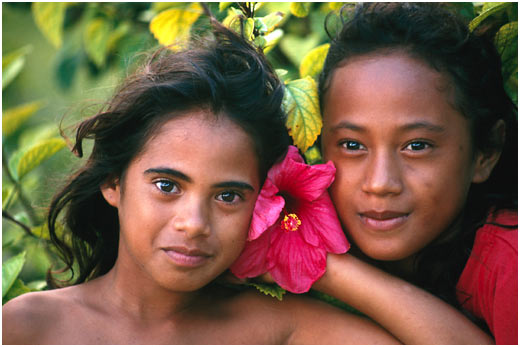
Des filles tahitiennes de nos jours.

Trois cents volontaires tahitiens ont combattu durant la Seconde Guerre mondiale aux côtés des forces françaises libres.
À la fin des années 1960 et au début des années 1970, les poètes tahitiens Henri Hiro, Charles Manutahi, Vaitiare et Duro Raapoto furent le fer de lance de l'anticolonialiste tahitien. Dieu de la culture, de Henri Hiro implore Oihanu, le dieu tahitien de la culture et de l'élevage, afin de renforcer la "nouvelle génération". Trois femmes écrivains - Michou Chaze, Chantal Spitz et Vaitiare explorent les problèmes de l'identité contemporaine de Tahiti et de la Polynésie française. Les agriculteurs et ouvriers tahitiens s'appellent eux-mêmes des "vrais Tahitiens' (Ta'ata Tahiti Mau) pour se distinguer des métis européens (Ta'ata 'afa popa'a). Dans le même temps, le demis s'identifient très souvent comme autochtones en termes de culture et d'appartenance politique[réf. nécessaire]. Les militants tahitiens tels que Pouvanaa a Oopa, Francis Sanford et Charlie Ching, et les évêques catholiques Michel-Gaspard Coppenrath et Hubert Coppenrath sont des demi par leur ascendance.
Beaucoup d'indigènes ont été peints par Paul Gauguin, qui a donné des titres tahitiens à ses œuvres. Dans Ea haere ia oe (Où vas-Tu?), par exemple, une jeune fille pensive porte une fleur de tiaré blanche derrière son oreille gauche, signifiant qu'elle est prête à prendre un amant.
Les Tahitiens sont des citoyens français d'outre-mer, et ils sont représentés par trois députés élus à l'assemblée nationale, ainsi que deux représentants au sénat. Les Tahitiens adultes votent au suffrage universel pour toutes les grandes élections françaises.